# Tebibyte
Un tebibyte (la contracció de tera binari i byte) és una unitat d'informació o d'emmagatzemament informàtic, abreujada com a TiB.
1 tebibyte = 240bytes = 1.099.511.627.776 bytes
El tebibyte està relacionat amb el terabyte, aquest últim es pot fer servir com a sinònim de tebibyte o per indicar 1012 bytes = 1.000.000.000.000 bytes. Aquest nou prefix de byte es fa servir per evitar aquesta confusió.